# Ornella Muti
Ornella Muti, geboren als Francesca Romana Rivelli (Rome, 9 maart 1955) is een Italiaanse actrice.
Haar internationale doorbraak was in de sciencefiction film Flash Gordon, waarin ze de dochter van Keizer Ming speelt. Ze had een rol in Eine Liebe von Swann, de film uit 1983 van Volker Schlöndorff naar de roman van Marcel Proust, naast Jeremy Irons, Alain Delon en Fanny Ardant. In een regie van Francesco Rosi schitterde ze in 1987 in de verfilming van Gabriel García Márquez's werk Kroniek van een aangekondigde dood, Cronaca di una morte annunciata. In Wait Until Spring, Bandini van Dominique Deruddere uit 1989 naar de gelijknamige roman van John Fante stond ze naast Joe Mantegna en Faye Dunaway op de set. In de televisieserie Le Comte de Monte Cristo uit 1998 naar De graaf van Monte-Cristo van Alexandre Dumas speelde ze naast Gérard Depardieu en Jean Rochefort.
Ze is de dochter van een Napolitaanse vader en een Duits-Baltische Estlandse moeder. Ze is moeder van drie kinderen en was gehuwd met twee partners.

## Selectieve filmografie
- La moglie più bella (1970)
- Il Sole nella pelle (1971)
- Le Monache di Sant'Arcangelo (1973)
- Appassionata (1974)
- Romanzo popolare (1974)
- Leonor (1975)
- Pure as a Lily (1976)
- L'Ultima donna (1976)
- La stanza del vescovo (1977)
- Mort d'un pourri (1977)
- I nuovi mostri (1977)
- Primo amore (1978)
- Giallo napoletano (1978)
- La Vita è bella (1979)
- Flash Gordon (1980)
- Il Bisbetico Domato (1980)
- Innamorato pazzo (1981)
- Storie di ordinaria follia (1981)
- Love and Money (1982)
- La Ragazza di Trieste (1983)
- Un amour de Swann (Eine Liebe von Swann) (1984)
- Casanova (1987) (televisiefilm)
- Cronaca di una morte annunciata (1987)
- Io e mia sorella (1987)
- Codice privato (1988)
- 'O Re (The King of Naples) (1989)
- Wait Until Spring, Bandini (1989)
- Il Viaggio di Capitan Fracassa (1990)
- Oscar (1991)
- Once Upon a Crime (1992)
- El Amante Bilingüe (1993)
- Mi fai un favore (1996)
- Compromesso d'amore (1995)
- Pour rire! (1996)
- Somewhere in the City (1998)
- Le Comte de Monte Cristo (1998, miniserie)
- The Unscarred (1999), samen met haar dochter Naike Rivelli
- Tierra del fuego (2000)
- Domani (2001)
- Il figlio prediletto (2001)
- Last Run (2002)
- Cavale (2002)
- Un couple épatant (2002)
- Après la vie (2002)
- Hotel (2003)
- The Heart Is Deceitful Above All Things (2004)
- Vendredi ou un autre jour (2005)
- Les Bronzés 3 : Amis pour la vie (2006)
- Peopling the Palaces at Venaria Reale (2007)
- Doc West (2009, tweedelige televisiefilm)
- To Rome with Love (2012)

- Bibsys: 14028954
- Biblioteca Nacional de España: XX1379232
- Bibliothèque nationale de France: cb138978283 (data)
- Catàleg d'autoritats de noms i títols de Catalunya: 981058510284506706
- CiNii: DA16208430
- Gemeinsame Normdatei: 121644650
- International Standard Name Identifier: 0000 0003 6851 6284
- Library of Congress Control Number: no98049765
- Nationale Bibliotheek van Letland: 000280365
- Nationale Bibliotheek van Tsjechië: xx0060252
- Nationale bibliotheek van Australië: 35444006
- Nationale Bibliotheek van Israël: 987007447854605171
- Nationale Bibliotheek van Polen: a0000001255248
- Nederlandse Thesaurus van Auteursnamen: 07269694X
- Istituto Centrale per il Catalogo Unico: TO0V282653
- SNAC: w6pz8k4j
- Système universitaire de documentation: 091948290
- Trove: 954900
- Virtual International Authority File: 44485960
- WorldCat: E39PBJm4PbVdB6XG7WjwChrrMP